# Tiracola sacca
Tiracola sacca là một loài bướm đêm trong họ Noctuidae.